# Armati
În mitologia persană, Armati este zeița devotamentului și aparține grupului Amesha Spentas. Este asociată pământului și puterii acestuia, fiind o zeiță a fertilității și a morților îngropați în pământ. A cincea zi a fiecărei luni și a douăsprezecea lună îi sunt dedicate. Oponentul ei este demonul nemulțumirii, Nanghaithya.